# Уитни: Могу я быть собой?
«Уитни: Могу я быть собой?» (англ. Whitney: Can I Be Me) — британо-американский документальный фильм 2017 года, автором сценария и сопродюсером был Ник Брумфилд, режиссёрами: Брумфилд и Руди Долезал. В основе сюжета — жизнь и карьера певицы Уитни Хьюстон. Полный перевод фильма опубликован на ютуб-канале Русской службы BBC.

## О фильме
Начиная повествование со смерти Уитни Хьюстон 11 февраля 2012 года, документальный фильм исследует историю Хьюстон и её эмоциональные связи с семьёй и друзьями. В фильме использованы архивные кадры мирового турне Хьюстон 1999 года, смешанные со свидетельствами семьи Хьюстон, друзей и музыкантов, которые с ней работали. В документальном фильме особое внимание уделяется её отношениям с матерью, отцом, мужем и дочерью, а также её бывшей лучшей подругой Робин Кроуфорд. В фильме также рассказывается об истории употребления наркотиков Уитни, передозировки в 1990-х годах. Фильм затрагивает начало Хьюстон как исполнительницы госпела, её открытие главой Arista Records Клайвом Дэвисом и ключевые моменты в творчестве, такие как выпуск её дебютного альбома в 1985 году и фильма «Телохранитель» в 1992 году.

## Восприятие
На агрегаторе рецензий Rotten Tomatoes фильм имеет рейтинг одобрения 87 % на основе 67 рецензий со средней оценкой 6,8/10. Консенсус сайта гласит: « Whitney: Can I Be Me предлагает отрезвляющий взгляд изнутри на трагическое падение блестящего исполнителя, даже если это заставляет аудиторию жаждать более глубокого понимания». На Metacritic фильм получил 64 балла из 100 по мнению 15 критиков, что указывает на «в целом положительные отзывы».